# Phyllodactylus clinatus
Phyllodactylus clinatus (листопалий гекон ільєкаський) — вид геконоподібних ящірок родини Phyllodactylidae. Ендемік Перу.

## Поширення і екологія
Phyllodactylus clinatus відомі з північних схилів гори Сьєрра-Ільєкас, розташованої на берегі Тихого океану в пустелі Сечура, в регіоні П'юра. Можливо, вони поширені на більшій частині півострова Ільєкас.